# ماكوتو أوكوب
ماكوتو أُوكوبٌ (باليابانية: 大久保 誠) (3 مايو 1975 في ناغاساكي في اليابان – )؛ هو لاعب كرة قدم ياباني سابق كان يلعب كلاعب وسط.

## وصلات خارجية
- ماكوتو أوكوب على موقع رابطة كرة القدم اليابانية للمحترفين (اليابانية)
- ماكوتو أوكوب على موقع عالم كرة القدم.نت (الإنجليزية)